# Bennwil
Bennwil (schweizerdeutsch: Bämbel) ist eine politische Gemeinde im Bezirk Waldenburg des Kantons Basel-Landschaft in der Schweiz.

## Geographie

Historisches Luftbild von Werner Friedli (1953)

Bennwil liegt auf 515 m ü. M. in einer Senke zwischen dem Waldenburgertal und dem Diegtertal im Südosten des Kantons. Seine Nachbargemeinden sind Hölstein, Niederdorf, Oberdorf, Langenbruck, Eptingen und Diegten.

## Geschichte
Das Dorf wurde im 8. Jahrhundert von den Alemannen gegründet. 1189 wurde der Ort erstmals als Bendewilere erwähnt und vom Grafen Hermann II. von Frohburg dem Benediktinerkloster Schöntal bei Langenbruck geschenkt. Als das Kloster 1528 aufgehoben wurde, ging das Dorf an Basel über. Am 29. April 1617 brannten die Kirche, acht Wohnhäuser und zwei Scheunen bis auf die Grundmauern nieder und wurden wieder aufgebaut.

## Wappen
Ein silbernes, nimbiertes Agnus Dei auf blauem Grund, mit dem linken Vorderfuss die geschulterte Siegesfahne haltend: An goldener, oben in ein Kreuz auslaufender Stange ein silbernes Banner mit rotem Kreuz. Das Wappen erinnert an die ehemalige Beziehung zum Kloster Schönthal.

## Wirtschaft
Die Landwirtschaft ist immer noch der Hauptpfeiler dieser Gemeinde, und dank seiner Unberührtheit liegt es auch in einem beliebten Wandergebiet.

## Verkehr
Die Gemeinde ist von Hölstein und dem Bahnhof der Waldenburgerbahn mit einem halbstündlichen Kurs von Baselland Transport durchs Gürblental erreichbar.

## Sehenswürdigkeiten
- Kirche, 1670 neu erbaut
- Messingenes Taufbecken (15. Jahrhundert) aus dem Kloster Schönthal
- Spitteler-Denkmal von 1948, ein erratischer Block aus den Walliser Alpen. Aus der Gemeinde stammte der Vater des in Liestal geborenen Dichters und Nobelpreisträgers Carl Spitteler.
- Historischer Baselbieter Spycher (Speicher) aus der Zeit zwischen 1543 und 1566
- Dorfmuseum

## Bilder

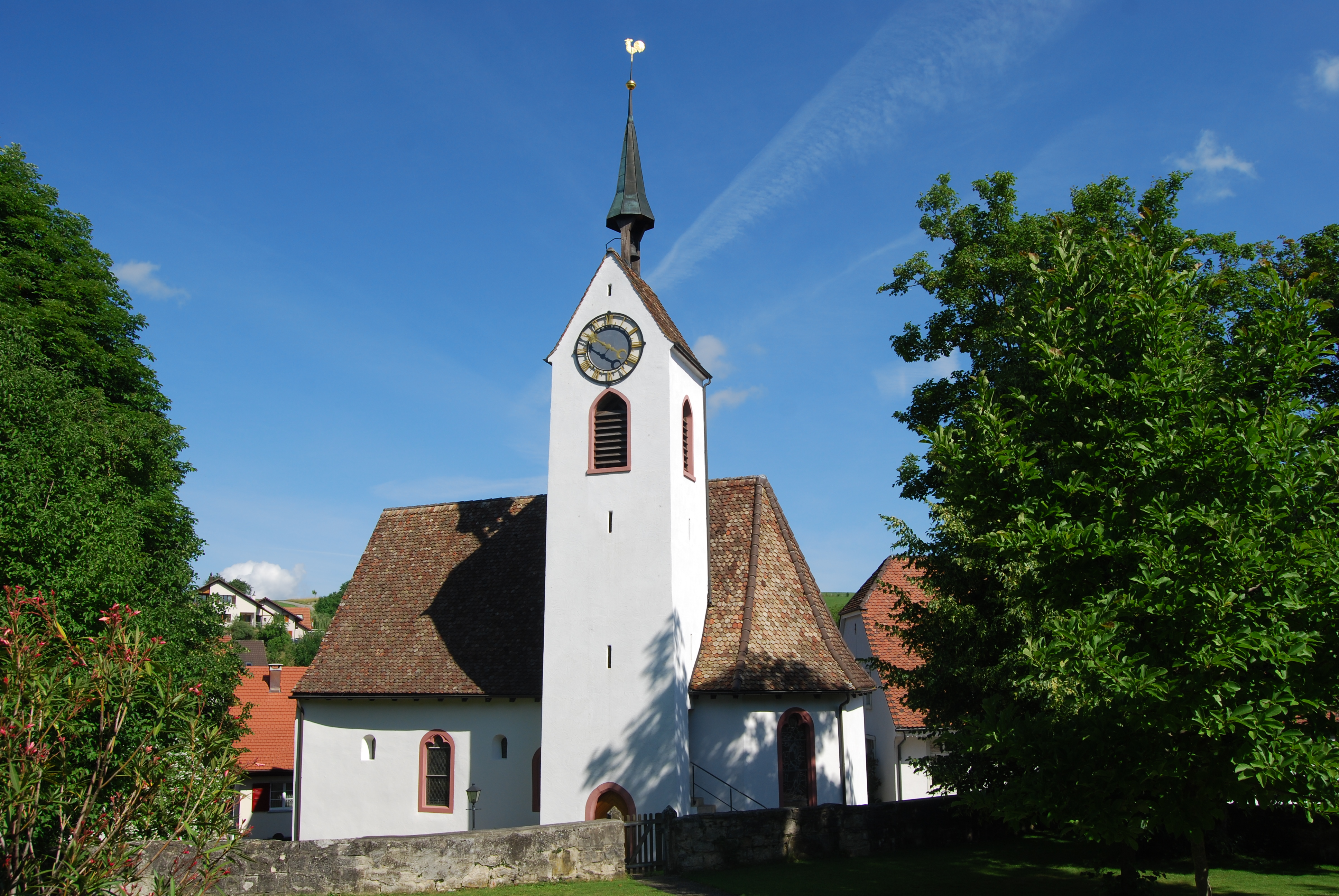
Reformierte Kirche
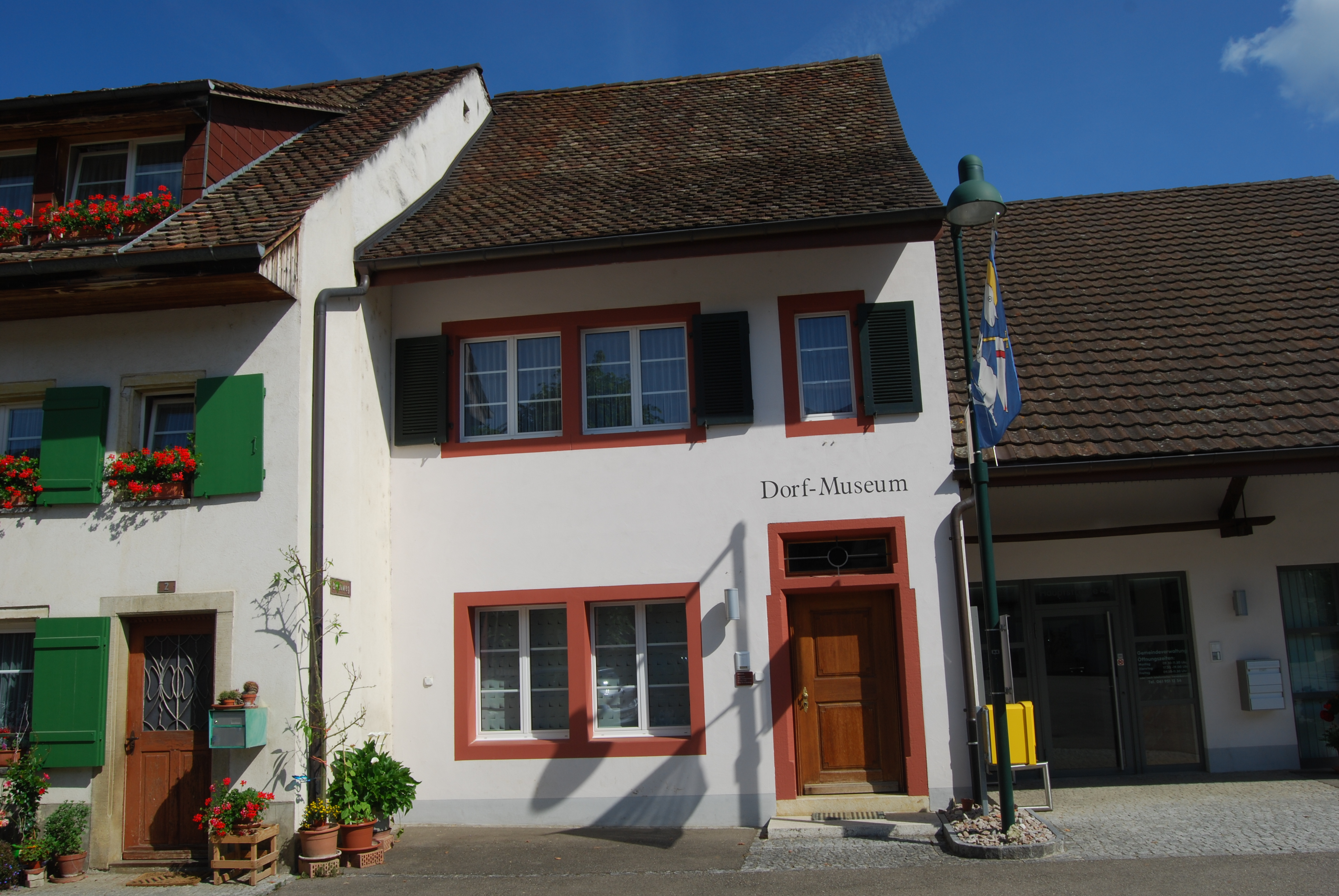
Dorfmuseum
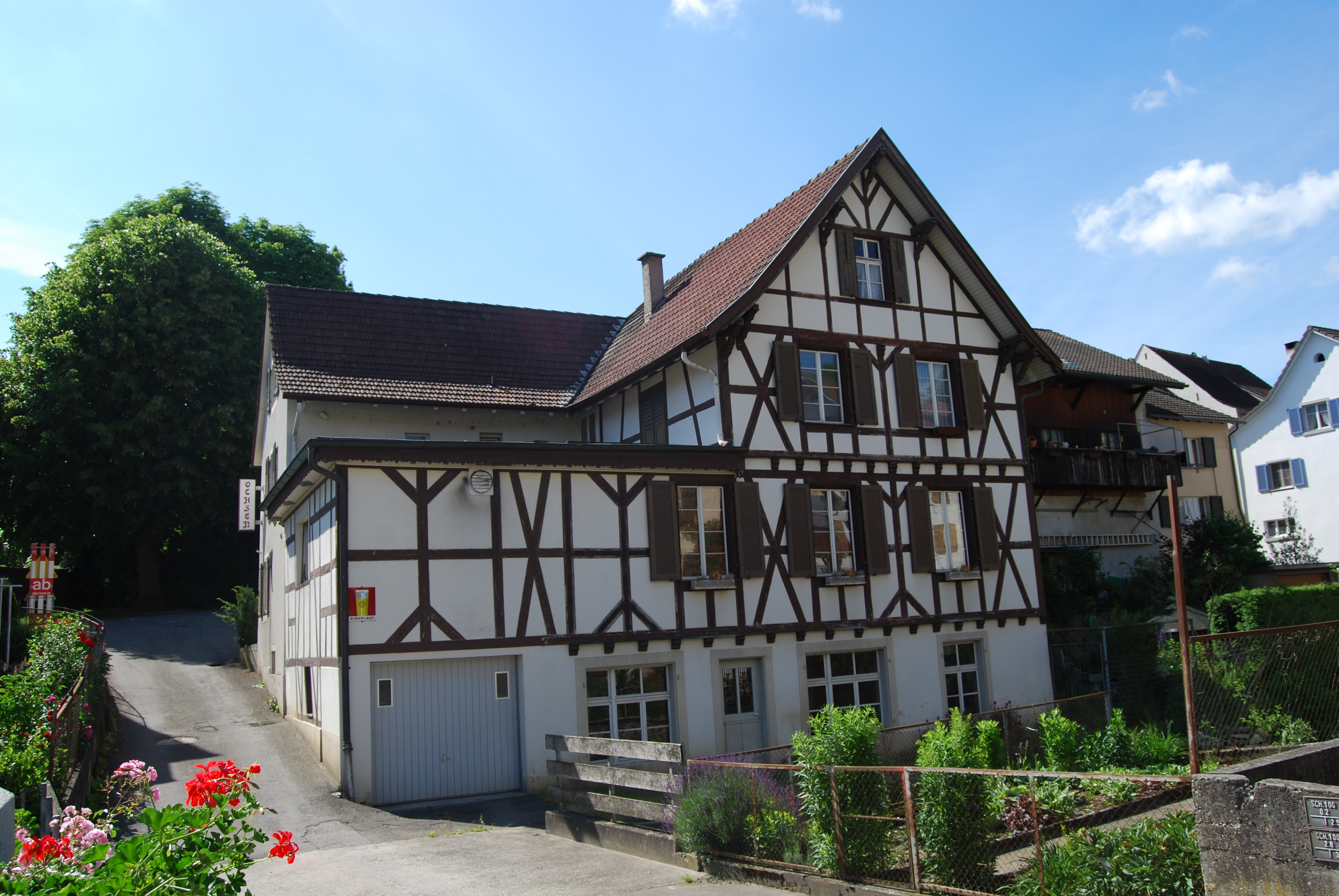
Ochsen
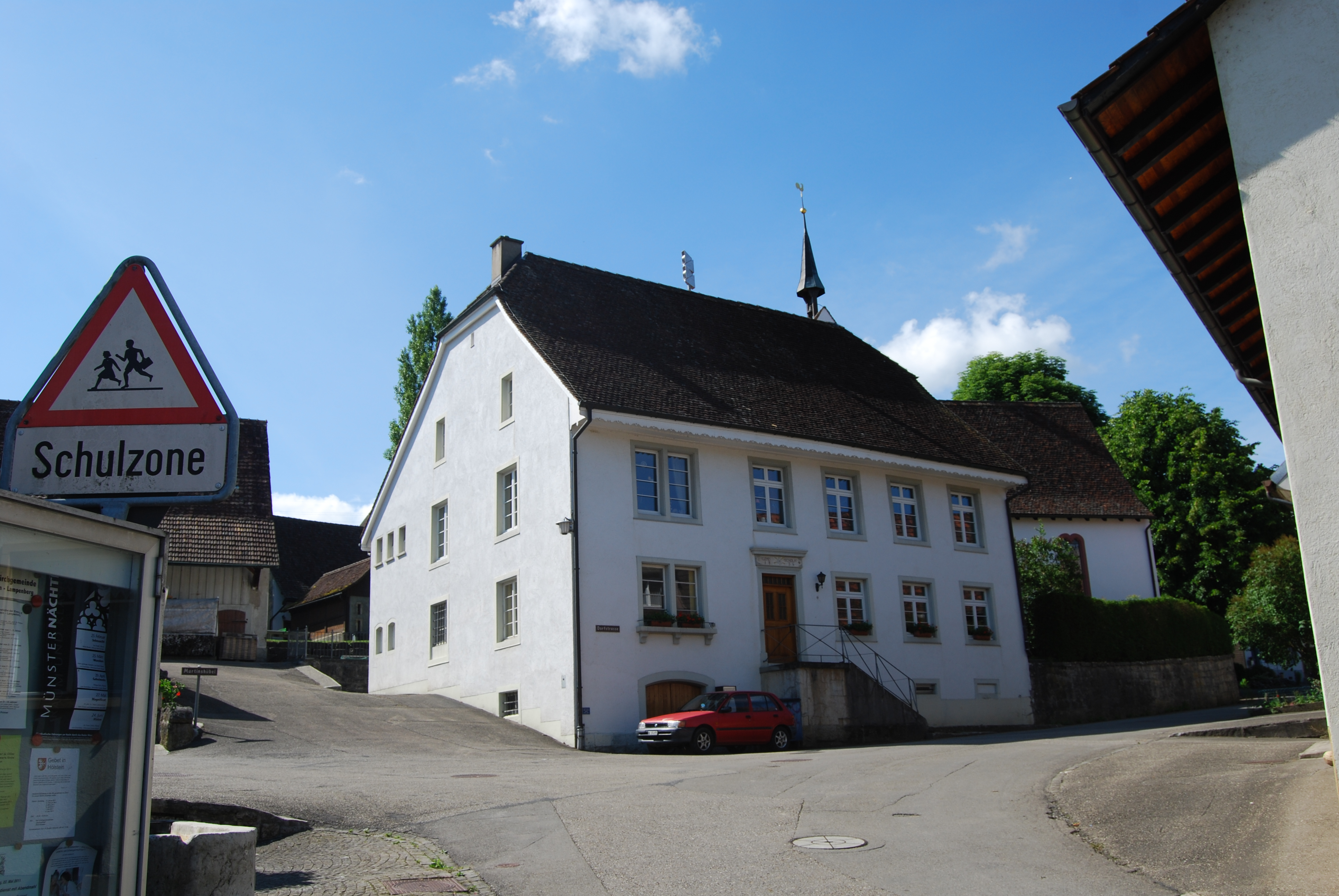
Schule
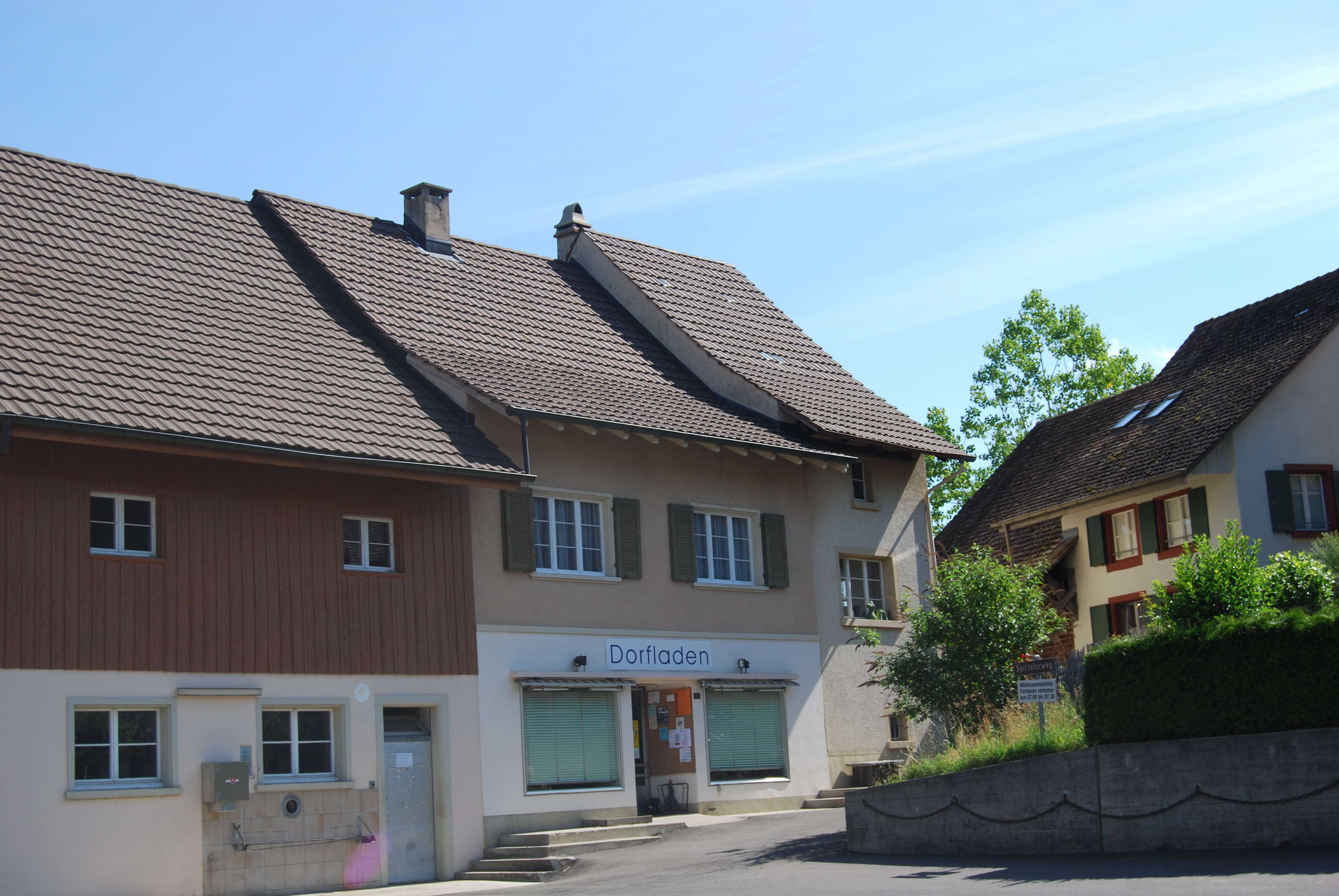
Dorfladen
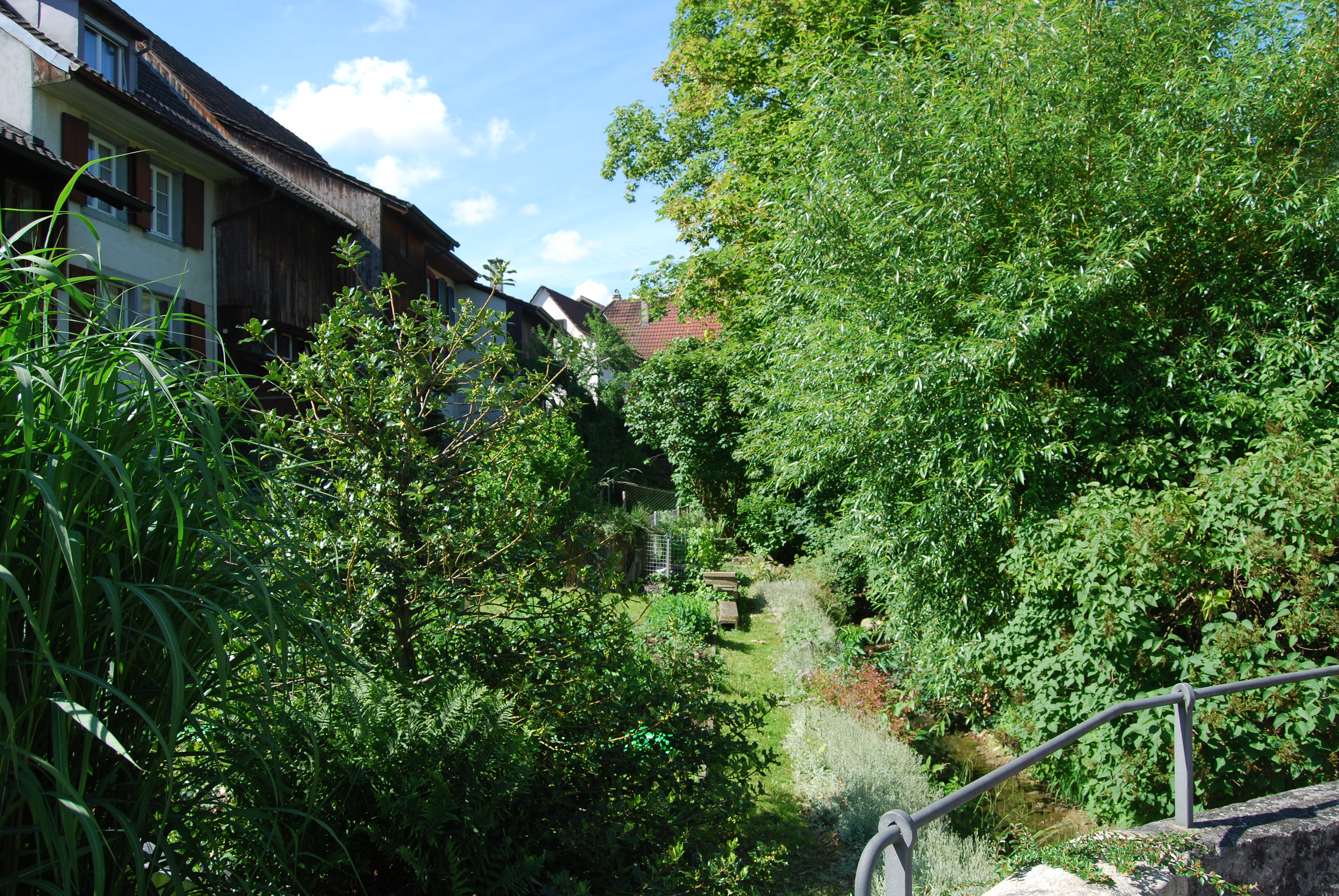
Bennwilerbach
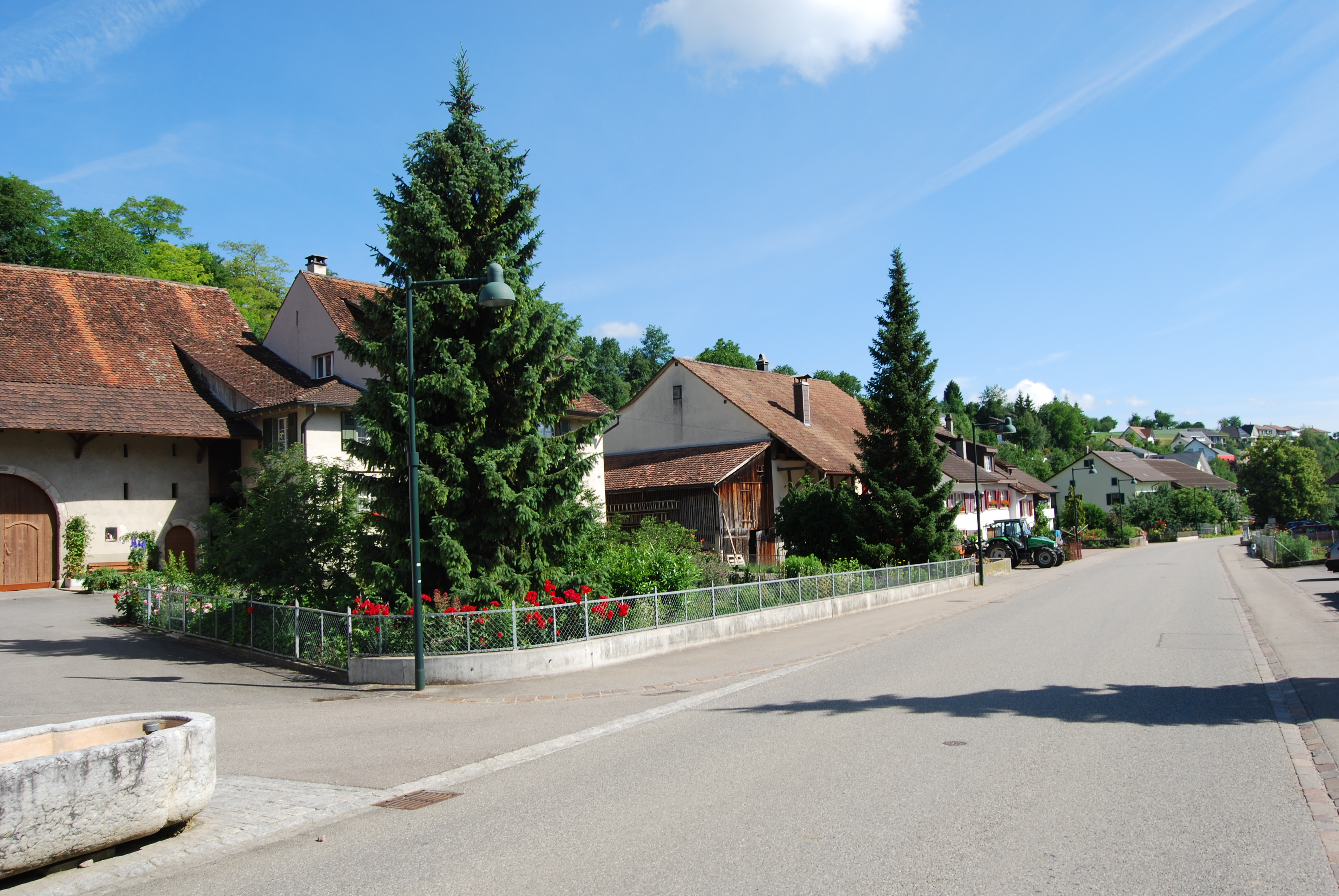
Dorfstrasse